# San Andres (Catanduanes)
San Andres è una municipalità di quarta classe delle Filippine, situata nella Provincia di Catanduanes, nella Regione di Bicol.
San Andres è formata da 38 baranggay:
- Agojo
- Alibuag
- Asgad (Juan M. Alberto)
- Bagong Sirang
- Barihay
- Batong Paloway
- Belmonte (Pob.)
- Bislig
- Bon-ot
- Cabcab
- Cabungahan
- Carangag
- Catagbacan
- Codon
- Comagaycay
- Datag
- Divino Rostro (Pob.)
- Esperanza (Pob.)
- Hilawan

- Lictin
- Lubas
- Manambrag
- Mayngaway
- Palawig
- Puting Baybay
- Rizal
- Salvacion (Pob.)
- San Isidro
- San Jose
- San Roque (Pob.)
- San Vicente
- Santa Cruz (Pob.)
- Sapang Palay (Pob.)
- Tibang
- Timbaan
- Tominawog
- Wagdas (Pob.)
- Yocti